# 歌の贈りもの〜ベスト・オブ・バリー・マニロウ
| 専門評論家によるレビュー | 専門評論家によるレビュー |
| レビュー・スコア         | レビュー・スコア         |
| 出典                     | 評価                     |
| ------------------------ | ------------------------ |
| Allmusic                 | [ 1 ]                    |

『歌の贈りもの〜ベスト・オブ・バリー・マニロウ』（うたのおくりもの ベスト・オブ・バリー・マニロウ、Ultimate Manilow）は、バリー・マニロウのヒット曲を集めたコンピレーション・アルバム。ほとんど、各種のチャートでトップ20に入った曲ばかりで構成されている。このコンピレーションは、マニロウのカムバックの契機となり、チャートで初登場最高3位を記録した国もあった。リリース当初、6週間の予定でアルバム『ヒア・アット・ザ・メイフラワー (Here at the Mayflower)』（2001年）のプロモーションのためのツアーを行っていたマニロウは、急遽ツアーを6か月に拡大することとなった。このコンピレーションが発売された当時は、マニロウの他のコンピレーションは市場に出回っていなかった。
『歌の贈りもの〜ベスト・オブ・バリー・マニロウ』は、2002年5月22日に日本で発売されたバージョンの名称であるが、収録曲やアートワークは、アメリカ合衆国などで発売されたバージョンと大きく異なっている。日本語では、日本発売盤以外について、原題を音写した『アルティメット・マニロウ』などとして言及することもある。
イギリスでは、曲数は20曲のままでトラックを少し入れ替えたものが、2004年にリリースされ、3月に一度チャート入りした。その後、10月に再びチャートに復帰し、最終的にはマニロウにとって1982年以来久々のアルバム・チャート首位に達した。

## アメリカ合衆国盤トラック・リスト：2002年
1. 哀しみのマンディ (Mandy) （シングル・バージョン）- 3:17
2. 愛は奇蹟のように (It's A Miracle)  (extended single mix) - 3:51
3. 恋はマジック (Could It Be Magic) （アルバム・バージョン）- 6:47
4. 歌の贈りもの (I Write The Songs) （アルバム・バージョン）- 3:50
5. バンドスタンド・ブギー (Bandstand Boogie) - 2:48
6. フィーリング (Tryin' To Get The Feeling Again)  - 3:49
7. 愛を歌にこめて (This One's For You)  - 3:26
8. ニュー・イングランドの週末 (Weekend In New England)  - 3:45
9. 想い出の中に (Looks Like We Made It)  - 3:31
10. 夜明け (Daybreak) （ヒットしたバージョンとは異なるスタジオ録音）- 3:05
11. 涙色の微笑 (Can't Smile Without You)  - 3:07
12. 忘れえぬ面影 (Even Now)  - 3:26
13. コパカバーナ (Copacabana (At The Copa)) （ディスコ・バージョン）- 5:40
14. 夜のしじまに (Somewhere In The Night)  - 3:23
15. 愛に生きる二人 (Ready To Take A Chance Again)（モノラル・バージョン）- 2:57
16. 人生は航海 (Ships)  - 4:00
17. 悲しみをこえて (I Made It Through The Rain)  - 4:19
18. ふたりのオールド・ソング (The Old Songs)  - 4:41
19. 恋人達のオクトーバー (When October Goes)  - 3:58
20. きっと、どこかで (Somewhere Down The Road) - 4:00

## 日本盤トラック・リスト：2002年
1. 恋はマジック
2. レッツ・ハング・オン (Let's Hang On)
3. 涙のラスト・レター (Read 'Em and Weep)
4. バミューダ・トライアングル (Bermuda Triangle)
5. 哀しみのマンディ
6. 涙色の微笑
7. 悲しみをこえて
8. 君は恋フレンド (Some Kind of Friend)
9. 愛は奇蹟のように
10. 夜のしじまに
11. ふたりのオールド・ソング
12. 君はLookin' Hot (You're Looking Hot Tonight)
13. 忘れえぬ面影
14. コパカバーナ
15. 愛に生きる二人
16. 歌の贈りもの
17. ムーンライト・セレナーデ (Moonlight Serenade)
18. 夜のストレンジャー (Strangers In The Night)
19. ブルー (Blue) - サラ・ヴォーンとのデュエット

## イギリス盤トラック・リスト：2004年
1. 哀しみのマンディ
2. 恋はマジック
3. 歌の贈りもの
4. コパカバーナ
5. 涙色の微笑
6. ニュー・イングランドの週末
7. 愛は奇蹟のように
8. フィーリング
9. 悲しみをこえて
10. レッツ・ハング・オン (Let's Hang On)
11. 夜のしじまに
12. ふたりのオールド・ソング
13. 君はLookin' Hot (You're Looking Hot Tonight)
14. 忘れえぬ面影
15. 愛に生きる二人
16. バミューダ・トライアングル (Bermuda Triangle)
17. 想い出の中に
18. 夜のストレンジャー (Strangers In The Night)
19. ワン・ヴォイス (One Voice)
20. フー・ニーズ・トゥ・ドリーム (Who Needs to Dream)